# Una historia del dinero y la banca en los Estados Unidos
Una historia del dinero y la banca en los Estados Unidos es un libro del economista Murray Rothbard publicado en 2002.
De la introducción de Joseph Salerno: 

En este volumen, Murray Rothbard ha proporcionado una historia completa del dinero y la banca en los Estados Unidos, desde desde la época colonial hasta la Segunda Guerra Mundial, el primero en utilizar explícitamente el marco interpretativo de la teoría monetaria austriaca ... Aunque sus cinco partes se escribieron por separado, este volumen presenta una narrativa relativamente integrada, con muy poca superposición, que abarca trescientos años de la historia monetaria de Estados Unidos.

## Contenido

### Antes delsigloXX
La Parte 1, "La historia del dinero y la banca antes del siglo XX", consiste en la contribución de Rothbard al informe minoritario de la U.S. Gold Commission y trata la evolución del sistema monetario estadounidense desde sus inicios coloniales hasta finales del siglo XIX. En esta parte, Rothbard ofrece un relato detallado de dos intentos tempranos y fallidos de las élites financieras de encadenar a la joven república con un banco cuasi central. Demuestra las consecuencias inflacionarias de estos bancos privilegiados, el Primer y Segundo Banco de Estados Unidos, durante sus años de funcionamiento, de 1791 a 1811 y de 1816 a 1833, respectivamente. Rothbard luego analiza los movimientos ideológicos libertarios jeffersonianos y jacksonianos que lograron destruir estas instituciones estatistas e inflacionistas. A esto le siguen discusiones sobre la era de la banca comparativamente libre y descentralizada que se extendió desde la década de 1830 hasta la Guerra Civil, y el impacto pernicioso de la guerra en el sistema monetario estadounidense. La Parte 1 concluye con un análisis y una crítica del Sistema Bancario Nacional posterior a la Guerra Civil. Rothbard describe cómo este régimen, que fue promovido agresivamente por la firma de banca de inversión que había adquirido el monopolio de suscribir bonos del gobierno, centralizó la banca y desestabilizó la economía, lo que resultó en una serie de crisis financieras que prepararon el camino para la imposición del sistema de la Reserva Federal.

### Orígenes de la Reserva Federal
La Parte 2 sobre "Orígenes de la Reserva Federal" es un artículo que permaneció inédito durante mucho tiempo y apareció en un número de Quarterly Journal of Austrian Economics.

### La Fed y las élites financieras
La Parte 3 contiene un artículo inédito, "De Hoover a Roosevelt: la Reserva Federal y las élites financieras". Aquí, Rothbard identifica los intereses financieros y la ideología que llevaron a la Fed a diseñar una expansión casi ininterrumpida de la oferta monetaria desde el momento de su inicio en 1914 hasta 1928. Esta parte también incluye un análisis de cómo la concordancia y el conflicto entre Morgan y Rockefeller Los intereses financieros moldearon la política y el comportamiento de la Fed durante la administración de Hoover y la primera administración de Roosevelt, así como las políticas monetarias internacionales y bancarias y financieras domésticas bajo la última administración.

### El estándar Gold-Exchange
La cuarta parte, "El patrón de cambio de oro en los años de entreguerras", se había publicado como un capítulo de una colección de artículos sobre el dinero y el Estado. El artículo aparece aquí por primera vez en su versión original y sin censura. Rothbard aclara las razones por las que los gobiernos británico y estadounidense en la década de 1920 intentaron con tanto entusiasmo reconstruir el sistema monetario internacional sobre la base de esta caricatura inflacionaria y profundamente defectuosa del patrón oro clásico. Rothbard también analiza las "contradicciones internas" del sistema de patrón de cambio de oro que condujo inexorablemente a su desaparición a principios de la década de 1930.

### El New Deal y el sistema monetario internacional
"El New Deal y el sistema monetario internacional" es el tema de la quinta y última parte del libro y se había publicado en un libro editado de ensayos sobre la política exterior del New Deal. Rothbard sostiene que se produjo un cambio abrupto en la política monetaria internacional del New Deal justo antes de la entrada de Estados Unidos en la Segunda Guerra Mundial. Analiza los intereses económicos que promovieron y se beneficiaron de la transformación radical de la política del New Deal, del "nacionalismo del dólar" durante la década de 1930 al agresivo "imperialismo del dólar" que prevaleció durante la guerra y culminó en el Acuerdo de  Bretton Woods de 1944.

## Historial de versiones
- A History of Money and Banking in the United States. Ludwig von Mises Institute. 30 de agosto de 2002. ISBN 0-945466-33-1.